# Быков, Константин Петрович
Константин Петрович Быков — советский хозяйственный, государственный и политический деятель.

## Биография
Родился в 1908 году в деревне Никулино. Член КПСС.
С 1928 года — на хозяйственной, общественной и политической работе. В 1928—1970 гг. — помощник машиниста, машинист, заведующий бюро экономики труда паровозного депо города Уфы, заместитель по труду начальника паровозного депо (г. Ульяновск), заведующий производственным отделом райпрофсожа, мастер подъёмочного ремонта паровозного депо (г. Уфа), мастер, заместитель начальника паровозного депо (г. Абдулино Чкаловская обл.), помощник дорожного ревизора (г. Куйбышев), дорожный ревизор по безопасности Ярославской железной дороги, заместитель начальника Северной железной дороги, начальник Горьковской железной дороги, начальник Печорской железной дороги, начальник Омской железной дороги, заместитель начальника, главный инженер Приволжской железной дороги.
Делегат XX съезда КПСС.
Умер в 1989 году.